# Симоне Бароне
Симоне Бароне (итал. Simone Barone; 30. април 1978) је бивши италијански фудбалер. Са репрезентацијом Италије освојио је Светско првенство 2006.

## Клупска каријера
Свој деби у Серији А имао је у дресу Парме, 4. маја 1997. на мечу са Аталантом. Након тога је био на позајмицама у Падови и Алцану.
У лето 2000. одлази у Кјево где проводи две сезоне. Након тога је наступао поново за Парму и овога пута је био стандардан. Одиграо је 62 лигашке утакмице и дао 4 гола.
У јулу 2004. одлази у Палермо за 5 милиона евра и потписује четворогдишњи уговор. Био је стандардан члан првог тима. У августу 2006. одлази у Торино. Са њима је провео три сезоне, али након што су 2009. године испали у Серију Б напушта их.
У августу 2009. одлази у Каљари на једну сезону. Углавном је улазио као замена, одигравши тек пет мечева као стартер. Сезону 2011/12. одиграо је у друголигашу Ливорну и након тога се повукао.

## Репрезентација
Дебитовао је са репрезентацијом Италије у фебруару 2004. на пријатељском мечу са Чешком. Био је члан тима који је освојио Светско првенство у фудбалу 2006. ушавши као замена на два меча.

#### Голови за репрезентацију
| #  | Датум            | Место           | Противник | Гол | Резултат | Такмичење   |
| -- | ---------------- | --------------- | --------- | --- | -------- | ----------- |
| 1. | 9. фебруар 2005. | Каљари, Италија | Русија    | 2-0 | 2-0      | Пријатељска |